# Соляний промисел Матакаєш
Соляний промисел Матакаєш (Matacães) – колишній гірничодобувний майданчик в Португалії.
Ще в 1930-х роках почав роботу завод кальцинованої та каустичної соди в Повуа-де-Санта-Ірія. Сировиною для обох зазначених напрямків є хлорид натрію, при цьому з метою забезпечення належної якості в 1950-х роках вирішили перейти на забезпечення хімічного майданчику за рахунок видобутку солі у Матакаєш, де на значній глибині у відкладах верхнього тріасу – нижньої юри виявили великі поклади солі (вміст хлориду натрію від 79% до 92%, нерозчинних домішок – від 20% до 5%). Розробка в Матакаєш велась методом підземного вилуговування за допомогою свердловин, які дозволяли вилучати сіль з глибини від 289 до 1200 метрів. 
Промисел почав роботу в 1957 році  і з плином часу досягнув потужності у 500 тисяч тонн хлориду натрію на рік.
Отриманий розсіл з вмістом хлориду натрію понад 300 грамів на літр подавали по розсолопроводу Матакаєш – Повуа-де-Санта-Ірія.
В 2014-му завод у Повуа-де-Санта-Ірія припинив продукування соди, що призвело й до закриття промислу Матакаєш. За час розробки утворилось 22 підземні каверни об’ємом від 15 тис м3 до 876 тис м3, з яких вилучили 19 млн тонн солі.